# Île Hovgaard (Groenland)
Ne doit pas être confondu avec île Hovgaard.
L'île Hovgaard (en danois Hovgaard Ø), est une île inhabitée de la mer du Groenland, au Groenland. 
L'île doit son nom à Andreas Peter Hovgaard, explorateur polaire et officier de la marine danoise qui a mené une expédition dans la mer de Kara à bord du bateau à vapeur Dijmphna en 1882-1883.
Le climat polaire règne sur l'île Hovgaard. La température annuelle moyenne dans la région est de -17 °C. Le mois le plus chaud est juillet, lorsque la température moyenne atteint -2 °C, et le mois le plus froid est février, lorsque la température descend à -29 °C.

## Géographie
L'île Hovgaard est une île côtière située au sud de la péninsule de Holm Land. À l'ouest, plus à l'intérieur des côtes, se trouve la petite île Lynn et à l'est et au sud-est la mer du Groenland. Le détroit du Dijmphna limite l'île à l'ouest et au nord, et au sud-ouest se trouve l'embouchure du fjord Nioghalvfjerd du glacier Nioghalvfjerdsbrae.
L'île a une longueur de 60 km et une largeur de 42 km. Une partie de l'intérieur est recouverte par une calotte glaciaire.

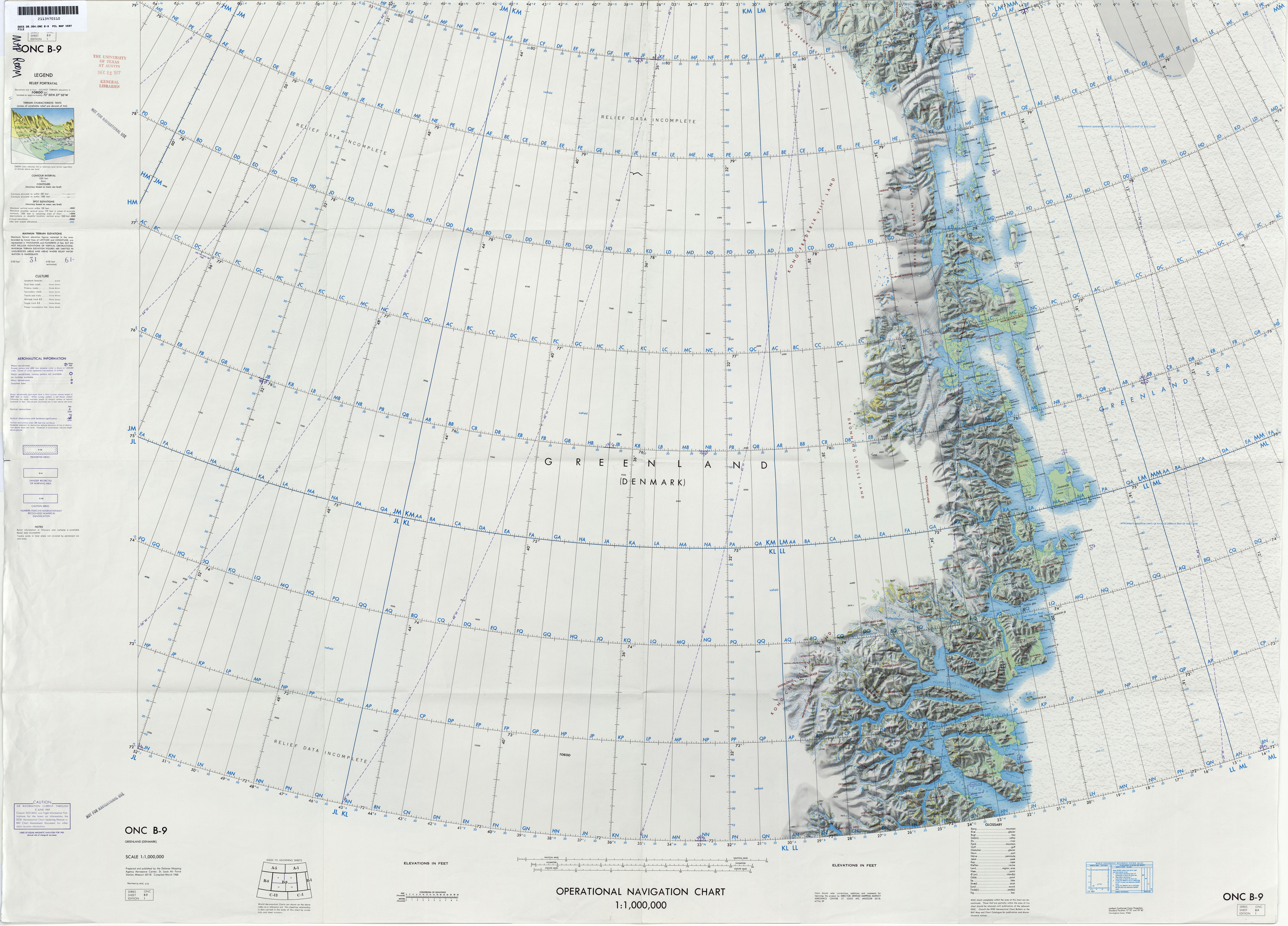
Carte du Nord-Est du Groenland.
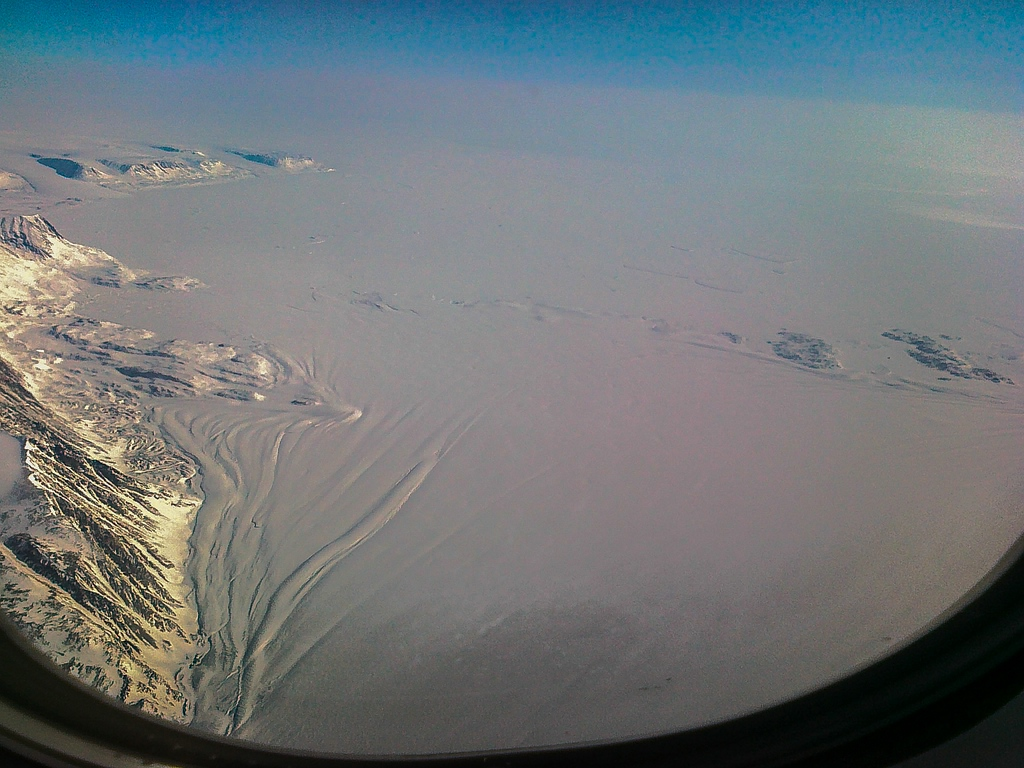
Vue du terminus du Nioghalvfjerdsbrae avec au sud-ouest l'île Hovgaard et le Cap Adolf Jensen.

## Histoire
L'île Hovgaard est explorée et nommée lors de l' Expédition Danmark en 1906-1908. La côte nord-ouest de l'île est étudiée par Alfred Wegener en 1907, qui a alors placé l'île Lynn pour la première fois de l'histoire sur une carte.
En 1910, Ejnar Mikkelsen et Iver Iversen, deux membres de l'expédition danoise sur l'Alabama, luttent contre le froid et la famine sur l'île.